# Группа смерти
Группа смерти (исп. grupo de la muerte, англ. group of death) в спортивных турнирах с групповым этапом — группа команд, в которой число высококлассных команд больше, чем мест, дающих право продолжать борьбу в следующих раундах турнира. На групповом этапе это означает, что одна из команд-фаворитов турнира неизбежно покинет его на ранних стадиях. Впервые этот термин стал использоваться на чемпионате мира по футболу 1970 года, однако со временем распространился и на другие виды спорта и турниры. Мнения о том, какая из групп турнира может подходить под описание «группы смерти», часто разнятся, поскольку сила команд всегда относительна, а единого определения «группы смерти» нет. Вследствие этого разные журналисты могут называть несколько групп смерти или даже не выделять ни одну на турнире. Выражение «группа смерти» стало журналистским клише, представляющее собой упрощённое восприятие участников турнира в виде фаворитов, «тёмных лошадок» и заведомых аутсайдеров.

## Происхождение
Словосочетание «группа смерти» появилось впервые в испанском языке (grupo de la muerte) в материалах мексиканских журналистов, посвящённых группе 3 чемпионата мира по футболу 1970 года: Англия (действующий чемпион мира), Бразилия (чемпион мира 1958 и 1962 годов), Чехословакия (серебряный призёр чемпионата мира 1962 года) и Румыния («тёмная лошадка»). Бразильцы, в составе которых играли Пеле, Жаирзиньо, Тостао, Ривелино и Карлос Алберто, вышли из группы с первого места и выиграли чемпионат. Аналогично группой смерти назвали группу C второго этапа чемпионата мира 1982 года в Испании: Аргентина (действующий чемпион), Италия (будущий чемпион) и Бразилия, фигурировавшая как один из фаворитов. Бразильцы, в составе которых играли такие звёзды, как Зико, Сократес, Фалькао, Эдер, Жуниор и Оскар, не вышли в полуфинал, а Италия во главе с Паоло Росси, оформившим хет-трик в ворота бразильцев, в итоге выиграла чемпионат. В 2007 году газета The Guardian назвала эту группу самой сильной в истории чемпионатов мира.
Жеребьёвка чемпионата мира 1986 года закрепила популяризацию понятия «группа смерти» со слов Омара Борраса, главного тренера сборной Уругвая (чемпионы Южной Америки), чья команда попала в группу E с Германией (вице-чемпионы мира 1982 года), Данией (бронзовые призёры минувшего Евро) и Шотландией. Словосочетание «группа смерти» позже подхватили англоязычные СМИ — все команды, кроме шотландцев, относились негласно к 10 лучшим на тот момент сборным мира. По правилам 1986 года, из группы выходили гарантированно занявшие 1-е и 2-е место команды, а команда с 3-го места могла выйти, только если бы опережала по дополнительным показателям другие «третьи команды». В итоге «четвёртой лишней» оказалась сборная Шотландии, причём игроков сборной Уругвая обвинили в умышленно грубой игре против шотландцев, а Омар Боррас даже был дисквалифицирован за то, что назвал судью Жоэля Кинью «убийцей в группе смерти». Германия дошла тогда до финала, проиграв сборной Аргентины.

## Жеребьёвка
Жеребьёвка в спорте позволяет более или менее равномерно распределить сильные и слабые команды по разным группам на одном турнире. В футболе могут применяться разные методы ранжирования команд, не отличающиеся высокой точностью. До 2018 года жеребьёвка финальных этапов чемпионата мира по футболу предусматривала распределение в каждую группу одной сеяной команды и трёх несеяных — несеяные выбирались из корзин региональных конфедераций. Вследствие того, что некоторые сборные конфедераций КОНКАКАФ (Северная Америка), КАФ (Африка) и АФК (Азия) на голову сильнее других команд из своих же конфедераций, состав некоторых групп на чемпионатах мира оказывался намного сильнее по сравнению с другими. С 2018 года система жеребьёвки основывается на рейтинге ФИФА с некоторыми ограничениями по конфедерациям.
К сеяным командам на турнире относятся действующий чемпион мира и страна-хозяйка (или две и больше страны-хозяйки). Так, в первую корзину жеребьёвки чемпионата Европы по футболу 2008 года попали Греция как действующий чемпион Европы и Австрия и Швейцария, хотя все эти три страны не являлись сильными командами. Поскольку это решение было принято ещё до окончания отборочного турнира к чемпионату Европы, очень многие сильные команды пытались сыграть как можно хуже в квалификации, чтобы хоть и пробиться на чемпионат, но избежать попадания в первую корзину и получить шанс сыграть против условно слабых противников. Отчасти причиной нежелания идти в первую корзину был тот факт, что среди несеяных были участники минувшего чемпионата мира из Франции и Италии. В итоге в первую корзину попала сборная Нидерландов, которая даже в квалификации делала всё, чтобы с небольшим количеством забитых мячей избежать попадания в первую корзину. Более того, Нидерланды и Румыния, игравшие в одной отборочной группе, как раз попали в одну группу к французам и итальянцам, игравшим также в одной отборочной группе, и сформировали ту самую «группу смерти» на Евро, в которой роль аутсайдера отводилась Румынии.
Но и в соревнованиях, где никаких сеяных команд нет и где действующим чемпионам не предоставляется какая-либо фора, не исключена возможность создания группы смерти. Так, при жеребьёвке группового этапа чемпионата мира по регби корзины создаются исключительно на базе рейтинга сборных World Rugby, хотя сама она проводится почти за три года до начала турнира. К примеру, жеребьёвка к чемпионату мира 2015 года прошла в декабре 2012 года и направила Англию (5-е место) в одну группу с Австралией (3-е место) и потерявшим позиции в ноябре Уэльсом (9-е место). В августе 2015 года исполнительный директор World Rugby Бретт Госпер заявил, что всерьёз рассматривалась возможность проведения повторной жеребьёвки непосредственно перед чемпионатом мира. Тем не менее, изменить жеребьёвку в преддверии чемпионата мира 2019 года не удалось, поскольку организаторы опасались возможных билетных проблем касаемо токийской Олимпиады.

## Примеры в футболе

### Чемпионаты мира и Европы
Согласно текущему регламенту чемпионата мира по футболу и Лиги чемпионов УЕФА, в финальных этапах которых регулярно участвуют 32 команды, все эти команды разделены на 8 групп по 4 команды. По две команды из каждой группы выходят в следующий раунд турнира и далее продолжают борьбу по олимпийской системе. По мнению одних журналистов, для создания «группы смерти» должны быть четыре мощные команды, которые имеют абсолютно равные шансы на выход в следующий раунд, по мнению других — три или даже две мощные команды, которые гарантированно выйдут в следующий раунд, превращая тем самым остальных участников в «поставщиков очков» и лишая их практических шансов на выход. В отношении команд, которые оказываются в роли «поставщиков очков», по мнению спортивного журналиста Алли Маккойста и газеты The Herald из Глазго, такую группу можно называть «группой мгновенной смерти» (англ. group of certain death) — так окрестили группу B, в которую попала Шотландия на чемпионате Европы 1992 года (противники — Германия, СНГ, Нидерланды). Аналогично Иан Пол назвал полуфинальную группу B Лиги чемпионов УЕФА сезона 1992/1993 «группой смерти» для трёх команд — из группы с «Миланом», «Гётеборгом», «Порту» и ПСВ он отдавал явное предпочтение выходу «Милана», что в итоге и случилось (6 побед из 6 возможных и выход в финал 1993 года). Что касается отборочных турниров в зоне УЕФА, то жеребьёвка и посев по корзинам там более тщательный и в квалификационную группу обязательно отправляют слабые команды. Так, группа B отбора на Евро-2008 была прозвана очередной «группой смерти» для тех же шотландцев, поскольку в компанию к шотландцам попали не только финалисты ЧМ-2006 в лице Франции и Италии, но и дошедшая до четвертьфинала Украина (остальные — Литва, Грузия и Фареры — конкурентами не считались). Тем не менее, Шотландия до последнего тура претендовала на выход на Евро на фоне двух побед над невыразительно игравшей Францией, но поражения от Грузии и Италии в последних двух турах оставили шотландцев без Евро.
Часто предполагается, что на любом турнире обязательно должна быть минимум одна группа смерти. Так, в 1994 году на чемпионате мира в США таковой пресса посчитала группу E с Италией, Ирландией, Мексикой и Норвегией, иногда называя её более мягким термином «группа сюрпризов» (англ. group of surprises), хотя три команды занимали уверенные места в Топ-10 тогдашнего рейтинга сборных ФИФА (Италия — 2-я, Норвегия — 4-е, Ирландия — 10-е место). По другой версии, «группой смерти» считалась также и группа B, где играли Бразилия, Швеция, Россия и Камерун, и эту версию журналистов разделял даже тренер бразильцев Карлос Альберто Паррейра. В финале чемпионата мира 1994 года сошлись выигравшая свою группу Бразилия и прошедшая по дополнительным показателям в плей-офф Италия, и победу по пенальти одержали бразильцы. Однако бывали и случаи, когда пресса единодушно утверждала, что группы смерти на каком-то турнире просто не могло быть — примером стал чемпионат мира 2010 года, о простоте жеребьёвки которого говорили некоторые эксперты. Журнал Sports Illustrated выделял в качестве таковой группу G, где играли Бразилия, Португалия, Кот-д'Ивуар и КНДР («нежизнеспособный аутсайдер»), хотя Эндрю Доуни из Christian Science Monitor опровергал такую точку зрения. В 2014 году Висенте дель Боске, тренер сборной Испании, назвал самой сложной группой на чемпионате мира в Бразилии свою группу B (Испания, Нидерланды, Чили и Австралия), но призвал не называть её «группой смерти».
Если исходить из понятия «группы смерти» как группы с наиболее сильными командами, то для её определения необходимо учитывать рейтинг сборных ФИФА по годам. Наиболее сильной, с точки зрения газеты The Guardian (по состоянию на 2007 год), считалась группа C чемпионата Европы 1996 года в Англии, где играли Германия (2-е место в рейтинге ФИФА), Россия (3-е), Италия (7-е) и Чехия (10-е). Однако в мае 2012 года после обновления рейтинга таковой стала группа B чемпионата Европы в Польше и на Украине: в группе были Германия (2-е место), Нидерланды (4-е), Португалия (5-е) и Дания (10-е), хотя в июне Германия и Португалия потеряли позиции, а Дания поднялась. В женском футболе подобный пример присутствует в чемпионате мира 2007 года, когда в одной группе оказались три команды из Топ-5 в лице США (1-е место), Швеция (3-е место), КНДР (5-е место) и аутсайдер в лице Нигерии (24-е место). Если же исходить из положения о том, что борьба за выход из подобной группы не прекращается до последней секунды, то назвать группу «группой смерти» можно по окончании турнира. Примерами служат группа F чемпионата мира 1990 года, в которой пять матчей были сведены вничью, и группа E чемпионата мира 1994 года, в которой команды набрали абсолютно одинаковое количество очков, а разница голов оказалась одинаковой у всех. Однако чаще словосочетание «группа смерти» несёт негативную коннотацию: по мнению Саймона Бёрнтона, одно только упоминание этого словосочетания может довести даже сильную команду до состояния паники и привести к её вылету из группы или проблемному выходу. Дэвид Лейси утверждал, что о «группах смерти» можно говорить только по окончании турнира и только для тех сильных команд, которые поплатились невыходом из группы за недооценку противника, а также выделял на турнирах, помимо «групп смерти», ещё и так называемые «группы с пожеланием сдохнуть» (англ. group of death wishes). Группу D (Нидерланды — чемпион 1988 года и хозяин турнира), Франция — чемпион 1984 года и будущий чемпион 2000 год, Чехия — вице-чемпион 1996 года и Дания — чемпион 1992 года) можно отнести к «группам смерти», если полагать за таковые группы с жёсткой конкуренцией; группа A же оказалась «группой смерти» для провалившихся на турнире Германии (действовавший чемпион 1996 года) и Англии (хозяин предыдущего Евро).
В связи с неоднозначностью значения термина «группа смерти» среди болельщиков и журналистов разгораются нешуточные споры о том, что вообще можно относить к подобным группам. В 2002 году газета The Guardian назвала «группами смерти» группы E (Швеция, Англия, Аргентина и Нигерия) и группы F (Германия, Ирландия, Камерун и Саудовская Аравия) в противовес «группе жизни» H (Япония, Бельгия, Россия, Тунис). Болельщики Южной Кореи же называли «группой смерти» свою группу D, где играли, помимо их сборной, США, Польша и Португалия. В 2006 году на первенстве мира в Германии под определение «группы смерти» попали группы C (Аргентина, Нидерланды, Кот-д'Ивуар и Сербия и Черногория) и E (Италия, Гана, Чехия и США), в 2014 году в Бразилии таковых пресса насчитала три — группы B (Испания, Нидерланды, Чили, Австралия), D (Уругвай, Коста-Рика, Англия и Италия) и G (Германия, Португалия, Гана и США). Группа G называлась американскими СМИ «группой смерти» прежде всего для сборной США, так как два года подряд американцы не выходили в следующий раунд, проигрывая Гане, однако в этот раз американцы вышли из группы вместе с будущими чемпионами турнира, немцами. Наконец, в 2018 году на чемпионате мира в России порталом Goal.com были названы ещё три «группы смерти»: группа D (Аргентина, Хорватия, Нигерия и Исландия), группа E (Бразилия, Коста-Рика, Сербия и Швейцария) и группа F (Германия на правах чемпиона мира, Мексика, Южная Корея и Швеция).

### Лига чемпионов УЕФА
На групповом этапе Лиги чемпионов УЕФА 1998/1999 существовало шесть групп по 4 команды, как на чемпионатах мира с 1986 по 1994 годы, из которых в плей-офф, однако, выходили только победители групп и две лучшие команды, занявшие вторые места. Под определение групп смерти попали группа C («Реал» как действующий победитель, «Интер» как обладатель Кубка кубков 1998, московский «Спартак» как полуфиналист Кубка УЕФА 1998 и скромный «Штурм») и группа D («Барселона» как чемпион Испании, «Манчестер Юнайтед» и «Бавария» как прежние обладатели Кубка европейских чемпионов и скромный «Брондбю»). «Манчестер Юнайтед» и «Бавария» в итоге сошлись в финале на стадионе «Камп Ноу» — домашней арене выбывшей из борьбы «Барселоны». На групповом этапе Лиги чемпионов УЕФА 2017/2018 под определение «группы смерти» попала группа H («Реал», «Тоттенхэм», «Боруссия» и АПОЭЛ), а в сезоне 2019/2020 таковой оказалась снова группа H, но с другим составом («Аякс», «Челси», «Валенсия» и «Лилль»).
По мнению Джорджа Векси, «группой смерти» футбольные болельщики болельщики прежде всего называют группу с мощными командами, если туда попадает их любимая команда, вследствие чего Дэвид Уоррен считает, что снизить шансы на попадание в группу смерти может только попадание команды в более высокую корзину или даже статус «сеяной команды».

## Примеры в других видах спорта

### Баскетбол
- Чемпионат мира по баскетболу 1994, группа A: США, Испания и Бразилия в числе фаворитов, Китай в числе аутсайдеров (12-е место в 1992 году на Олимпиаде)[82]
- Чемпионат NCAA 2010 года, дивизион I, зона «Средний Запад» (Сент-Луис, Миссури)[83][84]
- Чемпионат NCAA 2014 года, дивизион I, зона «Средний Запад» (Индианаполис, Индиана): фаворит в лице «Уайчита Стейт Уорриорз» (номер 1 посева) и идущие вслед за ним в рейтинге «Мичиган Волверайнз» (номер 2), «Дьюк Блю Девилз» (номер 3) и «Луисвилль Кардиналс» (номер 4) против тёмной лошадки «Кентукки Уайлдкэтс» (номер 8)[85]
- Чемпионат NCAA 2016 года, дивизион I, зона «Восток» (Филадельфия)[86]
- Чемпионат мира по баскетболу 2019, группа H: Канада, Австралия, Литва и Сенегал[87]

### Регби
- Чемпионат мира по регби 1995, группа B: Англия, Западное Самоа, Италия, Аргентина[88]
- Кубок Хейнекен 2001/2002, группа 6: «Ленстер», «Ньюпорт[англ.]», «Тулуза» и «Ньюкасл Фэлконс»[89]
- Чемпионат мира по регби 2003, группа A: Австралия (хозяева и действующие чемпионы), Ирландия (в «группе смерти»), Аргентина, Румыния и Намибия[90]
- Чемпионат мира по регби 2007, группа D: Аргентина, Франция (хозяева), Ирландия, Грузия и Намибия[91]
- Кубок Хейнекен 2011/2012, группа 3: «Глазго Уорриорз», «Ленстер» (чемпион), «Бат» (андердог) и «Монпелье Эро» (лучшая из команд последней корзины)[92]
- Чемпионат мира по регби 2011, группа B: Англия, Аргентина, Шотландия, Грузия, Румыния
- Чемпионат мира по регби 2015, группа A: Австралия (2-е место в рейтинге World Rugby), Англия (хозяева, 3-е место), Уэльс (4-е место), Фиджи, Уругвай
- Чемпионат мира по регби 2019, группа C: Англия, Франция, Аргентина, Тонга, США

### Паралимпийский футбол
- Футбол (по 7 человек) на летних Паралимпийских играх 2012, группа B: Украина, Бразилия, Великобритания, США[93]
- Футбол (по 7 человек) на летних Паралимпийских играх 2016[англ.], группа A: Украина, Бразилия, Великобритания, Ирландия[94]
- Футбол (по 5 человек) на летних Паралимпийских играх 2016, группа B: Аргентина, Китай, Испания, Мексика[95]

### Регбилиг
- Чемпионат мира по регбилиг 1995[англ.], группа 3: Новая Зеландия[англ.], Тонга, Папуа —  Новая Гвинея[англ.][96]
- Чемпионат мира по регбилиг 2008[англ.], группа A: Австралия[англ.], Новая Зеландия[англ.], Англия[англ.], Папуа —  Новая Гвинея[англ.] (все обладали наивысшим рейтингом International Rugby League на момент жеребьёвки)[97]

### Крикет
- Кубок Twenty20 2008 (Северный дивизион)[англ.][98]
- Чемпионат мира Twenty20 2009[англ.], группа C: Австралия, Вест-Индия, Шри-Ланка[99]
- Чемпионат мира Twenty20 2012[англ.], группа 2 этапа Супервосьмёрки: Австралия, Индия, Пакистан, ЮАР

### Хоккей с шайбой
- Квалификация на Олимпийские игры 2010, группа G финального этапа: Дания, Казахстан, Норвегия, Франция[100]

## Варианты

### Варианты определения
- «Группой смерти» была прозвана группа 5 зоны «Юг» сезона Трофея Английской футбольной лиги 1990/1991, поскольку некоторые матчи пришлось переигрывать, а на них присутствовало рекордно низкое количество зрителей, что можно было назвать и смертной скукой[101]. Роберт Прайс назвал подобную группу «группой полного трупного окоченения»[102].
- Группа 2 отбора на чемпионат Европы 1992 года[англ.] была прозвана «группой смерти» с подачи Энди Роксбурга, главного тренера сборной Шотландии, поскольку собрать большую аудиторию на стадионе «Хэмпден Парк» было почти невозможно из-за того, что противники шотландцев в лице Румынии, Болгарии или Швейцарии не были именитыми (не учитывая аутсайдеров из Сан-Марино). Тем не менее, Роксбург считал, что для сборной целью выступления был выход на Евро-1992, а не повышение посещаемости[103].
- Финальный этап отбора от АФК на чемпионат мира 1994 года включал в себя две группы с командами, находящимися в крайне напряжённых политических отношениях — Иран, Ирак и Саудовская Аравия в одной группе; КНДР, Республика Корея и Япония в другой группе. Остряки назвали эти группы «группами смерти»[104], хотя игроки команд из соответствующих групп не проявляли ни капли агрессии по отношению друг к другу, вместе завтракая и общаясь[105][106]. Ещё одним примером схожей группы оказалась группа 1 европейского отбора на чемпионат мира 1998 года, где были сразу три бывшие югославские сборные (Босния и Герцеговина, Словения и Хорватия) и сборная Греции, симпатизировавшей сербам по политическим мотивам страны[107].

### Иные термины

#### Группа жизни
Вообще существует аналогичный термин под названием «группа жизни» (англ. group of life), у которого есть два значения. Первое подразумевает группу, из которой конкретная команда вышла с лёгкостью, вопреки всем негативным прогнозам, второе — идеальную для участников группу (преимущественно со слабыми командами), из которой выйти может абсолютно каждый без особых проблем в виде напряжённой борьбы и возможной драматической развязки. В первом значении выделяются группа F для Англии на чемпионате мира в 2002 году, по мнению Пола Уилсона, и группа C для Аргентины на чемпионате мира в 2006 году, по мнению Гари Линекера. Во втором значении выделяются группа H чемпионата мира 2002 года («группа жизни» для Японии, которая из группы вышла, и России, которая из той группы не вышла, проиграв второе место Бельгии), квалификационная группа 6 европейской зоны отбора на чемпионат мира 2006 года (Англия и Польша без проблем вышли в финальный этап, причём Польша миновала стыковые матчи), группа D того же турнира (выход Португалии и Мексики), группа C чемпионата мира 2010 года (Англия, Словения, США, Алжир) и группа A чемпионата мира 2018 года (Россия, Уругвай, Египет, Саудовская Аравия; сумма номеров, соответствующих местам в рейтинге ФИФА, составляет 180). Группу Англии на чемпионате мира 2006 года британские СМИ успели иронично и даже саркастически назвать её «группой спокойствия» и даже «группой настолько несущественных мелочей, что мы вчера весь день следили за плюсневой мелодрамой, а не за Тринидадом и Тобаго». Аналогично «группой, уж точно не несущей смерть» назвала телерадиокомпания Radio Télévision Suisse группу E чемпионата мира 2014 года (Франция, Швейцария, Эквадор, Гондурас). В польских СМИ группы Польши на Евро-2012 и Евро-2016 назвали «группой мечты» (пол. grupa marzeń).

#### Прочие
- В 1998 году Хавьер Клементе, говоря о группе D на чемпионате мира по футболу во Франции, где играли его сборная Испании, а также Нигерия, Парагвай и Болгария, сказал, что это не «группа смерти», а самая настоящая «группа сердечных приступов» — невыразительная игра Испании, проявившаяся в поражении от нигерийцев 2:3 и ничьи против Парагвая 0:0, привела к вылету испанцев с чемпионата мира[120].
- Группа F чемпионата мира по футболу 1986 года (Англия, Польша, Португалия, Марокко) получила шутливое название «сонная группа» (англ. Group of Sleep), поскольку, несмотря на обилие мощных команд, за первые четыре матча в этой группе было забито всего два гола[121][122].
- Группа A чемпионата мира по регби 2007 года (ЮАР, Англия, Тонга, Самоа, США) получила прозвище «группа истощения», поскольку, несмотря на очевидную разницу в классе, тренер команды Самоа перед турниром говорил о намерении вымотать сборную ЮАР[91].
- Финансовый аналитик Крис Слоули (англ. Chris Sloley) иронически отметил, что теоретически страны из блока PIGS могут составить одну группу на Евро под названием «группа долгов» (англ. group of debt)[123]. Его прогноз в итоге сбылся почти целиком: будущие финалисты Евро-2012 в лице Испании и Италии, а также крепкая Ирландия попали в группу C наравне с сильной командой Хорватии — страны, которую миновал Европейский долговой кризис. Команды Греции и Португалии, чьи страны также относятся часто к PIGS, попали в другие группы.
- «Группу смерти» в Лиге чемпионов УЕФА, в которой выступают только обладатели этого трофея[124][125] или только чемпионы своих стран, иногда называют «группой чемпионов»[126][127].